# Yorkshire Dales National Park
Yorkshire Dales National Park (engelska: Yorkshire dales) är en nationalpark i Storbritannien.   Den ligger i riksdelen England, i den centrala delen av landet, 300 km norr om huvudstaden London. Yorkshire Dales National Park ligger 512 meter över havet. Arean är 1,8 kvadratkilometer. Majoriteten av parken ligger i North Yorkshire, med ett stort område i Cumbria och en liten del i Lancashire. Parken etablerades 1954 och utökades 2016. Över 20 000 boende bor och arbetar i parken, vilket lockar över åtta miljoner besökare varje år.